# Magyarországi csillagvizsgálók listája
Ez a szócikk a magyarországi csillagvizsgálók listáját tartalmazza.
A lista nem teljes.

| Csillagvizsgáló (helyszín)                                                                      | Postai cím                                                     | Honlap |
| ----------------------------------------------------------------------------------------------- | -------------------------------------------------------------- | --- |
| Balaton Csillagvizsgáló                                                                         | 8184 Balatonfűzfő, Nike krt. 16.                               | http://www.csillagvizsgalo.com                                                                             |
| Bay Zoltán Napfizikai Megfigyelő Állomás (Gyula, Göndöcs-kert)                                  | 5700 Gyula, Petőfi tér 3.                                      | http://hspf.eu/epulet.html                                                                                 |
| Borbás Mihály Látogatóközpont                                                                   | 6500 Baja, Tóth Kálmán utca 19.                                | http://csillagleso.hu/                                                                                     |
| B&B Csillagvizsgáló Kft. Csillagászati Obszervatóriuma                                          | 6400 Kiskunhalas, Kossuth út 43.                               | http://www.csillagvizsgalo.eu                                                                              |
| Canis Minor Obszervatórium                                                                      | 8800 Nagykanizsa Irtás u. 1                                    | https://nae.hu/                                                                                            |
| Castor Csillagvizsgáló                                                                          | 8200 Veszprém, Bányai J. u. 25.                                | http://www.asztrotajkep.hu                                                                                 |
| Claudia Inter Stellas Csillagda (Ajka-Padragkút, Alsó dűlőút)                                   | 8400 Ajka, Erkel F. u. 11.                                     | https://bacse.hu/                                                                                          |
| Debreceni Agóra mobil planetárium                                                               | 4032 Debrecen, Egyetem tér 1.                                  | http://www.agoradebrecen.hu/                                                                               |
| Dr. Szabó Gyula Bemutató Csillagvizsgáló                                                        | 3534 Miskolc, Dorottya u. 1.                                   | http://csillagda-miskolc.hu/                                                                               |
| Egri csillagda                                                                                  | 3300 Eger, Eszterházy tér 1.                                   | http://varazstorony.hu/                                                                                    |
| Gothard Jenő Asztrofizikai Obszervatórium (és tudománytörténeti kiállítás)                      | 9707 Szombathely, Szent Imre herceg út 112.                    | http://www.gothard.hu                                                                                      |
| Győri Egyetemi Bemutató Csillagvizsgáló                                                         | 9026 Győr, Egyetem tér 1. K3                                   | https://web.archive.org/web/20080802182257/http://gyor.mcse.hu/csillagvizsg.htm                            |
| Hegyháti Csillagvizsgáló (Hegyháti Csillagvizsgáló Alapítvány)                                  | 9915 Hegyhátsál, Fő u. 19.                                     | http://www.observatory.hu                                                                                  |
| Hortobágyi csillagda (Hortobágy-Máta)                                                           | 4024 Debrecen, Sumen u. 2.                                     | http://www.hnp.hu/hu/szervezeti-egyseg/turizmus/hortobagyi-csillagosegbolt-park/oldal/hortobagyi-csillagda |
| Jászberényi Könyvtár Csillagvizsgálója                                                          | 5100 Jászberény, Bercsényi u. 1.                               | http://jaszkonyvtar.hu/?page_id=349                                                                        |
| Keter Csillagvizsgáló, Lauder Javne Iskola                                                      | 1121 Budapest, Budakeszi út 48.                                | https://summacum.lauder.hu/index.php/csillagvizsgalo/                                                      |
| Kis Göncöl Csillagda                                                                            | 4241 Bocskaikert, Pillangó u. 23.                              | http://kisgoncol.csillagpark.hu/istvan_gyarmathy/Ursa_minor.html                                           |
| Kiss György Csillagda (Nagyszénás, Gádorosi út 24.)                                             | 5931 Nagyszénás, Március 15. tér 1.                            | https://kgycsillagda.wordpress.com                                                                         |
| Kulin György Bemutató Csillagvizsgáló, Könyves Kálmán Gimnázium                                 | 1043 Budapest IV. kerület, Tanoda tér 1.                       | http://kulincsillagda.hu/                                                                                  |
| HUN-REN Földfizikai és Űrtudományi Kutatóintézet Napfizikai Obszervatórium                      | 4010 Debrecen, Egyetemi Botanikuskert                          | http://fenyi.solarobs.epss.hun-ren.hu/hu/                                                                  |
| HUN-REN Csillagászati és Földtudományi Kutatóközpont Konkoly Thege Miklós Csillagászati Intézet | 1121 Budapest, Konkoly Thege Miklós út 15-17.                  | http://konkoly.hu                                                                                          |
| Neptunusz Obszervatórium (Illancs)                                                              |                                                                | |
| Pannon Csillagda                                                                                | 8427 Bakonybél, Szt. Gellért tér 9.,                           | http://www.csillagda.net/                                                                                  |
| Piszkéstetői Obszervatórium                                                                     | 3235 Mátraszentimre, Mátrai út, Csillagvizsgáló                | https://piszkesteto.konkoly.hu/                                                                            |
| Polaris Csillagvizsgáló (Magyar Csillagászati Egyesület)                                        | 1037 Budapest, Laborc u. 2/c.                                  | https://web.archive.org/web/20080324165115/http://polaris.mcse.hu/                                         |
| Salgótarjáni Uránia Csillagvizsgáló (Gedőcz-tető; Gedőczi u. 36.)                               | 3100 Salgótarján, Móricz Zs. u. 9.                             | http://www.csillagvizsgalo.starjan.hu/                                                                     |
| Scutum Csillagvizsgáló                                                                          | 9915 Hegyhátsál, Fő u. 72.                                     | http://www.scutum.hu/ Archiválva 2008. július 2-i dátummal a Wayback Machine-ben                           |
| Szegedi Csillagvizsgáló (Újszeged, Kertész u.)                                                  | 6720 Szeged, Dóm tér 9.                                        | https://szegedicsillagvizsgalo.hu/                                                                         |
| Szegedi Tudományegyetem Bajai Obszervatóriuma                                                   | 6500 Baja, KT: 766                                             | http://www.bajaobs.hu/bajaobs_start/index.php                                                              |
| Szőcei Csillagvizsgáló                                                                          | 9935 Szőce, Kölcsey Ferenc út                                  | |
| Tápiómenti Bemutató Csillagvizsgáló                                                             | 2241 Sülysáp, Régi Úri út.                                     | http://www.sacse.hu                                                                                        |
| Terkán Lajos Bemutató Csillagvizsgáló                                                           | 8000 Székesfehérvár, Fürdő sor 3.                              | |
| TIT Posztoczky Károly Csillagvizsgáló és Múzeum                                                 | 2800 Tatabánya, Széchenyi u. 20.                               | https://tataicsillagda.titkom.hu/                                                                          |
| Triangulum Observatory                                                                          | 2094 Nagykovácsi, Árvácska u. 20.                              | https://skygazer.hu                                                                                        |
| VCSE Távvezérelt Csillagvizsgálója                                                              | 8900 Zalaegerszeg, Hegyoldal u. 7.                             | http://vcse.hu/csillagda/                                                                                  |
| Zselici Csillagpark                                                                             | 7477 Zselickisfalud 064/2 hrsz. GPS: N 46º 14’12” E 17º 45’56” | http://zselicicsillagpark.hu/                                                                              |

Megszűnt csillagvizsgálók
| Csillagvizsgáló (helyszín) | Postai cím                  | Honlap                                                                    |
| -------------------------- | --------------------------- | ------------------------------------------------------------------------- |
| TIT Uránia Csillagvizsgáló | 1016 Budapest, Sánc u. 3/b. | https://web.archive.org/web/20081020052308/http://www.urania-budapest.hu/ |

Több csillagvizsgáló és planetárium:
- Csillagászati klubok